# Adama Traoré (calciatore 28 giugno 1995)
Adama Traoré (Bamako, 28 giugno 1995) è un calciatore maliano, centrocampista dell'Amed e della nazionale maliana.

## Carriera

### Club
Il 31 agosto 2019 Traoré passa in prestito dal Monaco al Metz.
Ritornato al Monaco, l'11 settembre 2020 passa al Hatayspor firmando un contratto di 2 anni con opzione sul terzo.

### Nazionale
Ha partecipato ai Mondiali Under-20 del 2013 ed a quelli del 2015; in questi ultimi è anche stato nominato miglior giocatore del torneo.
Nel 2015 ha esordito nella nazionale maggiore maliana, con cui nel corso degli anni seguenti ha partecipato a tre edizioni della Coppa d'Africa.

## Palmarès

### Individuale
- Pallone d'oro del Mondiale Under-20: 1

Nuova Zelanda 2015